# Wyżnie Mnichowe Stawki

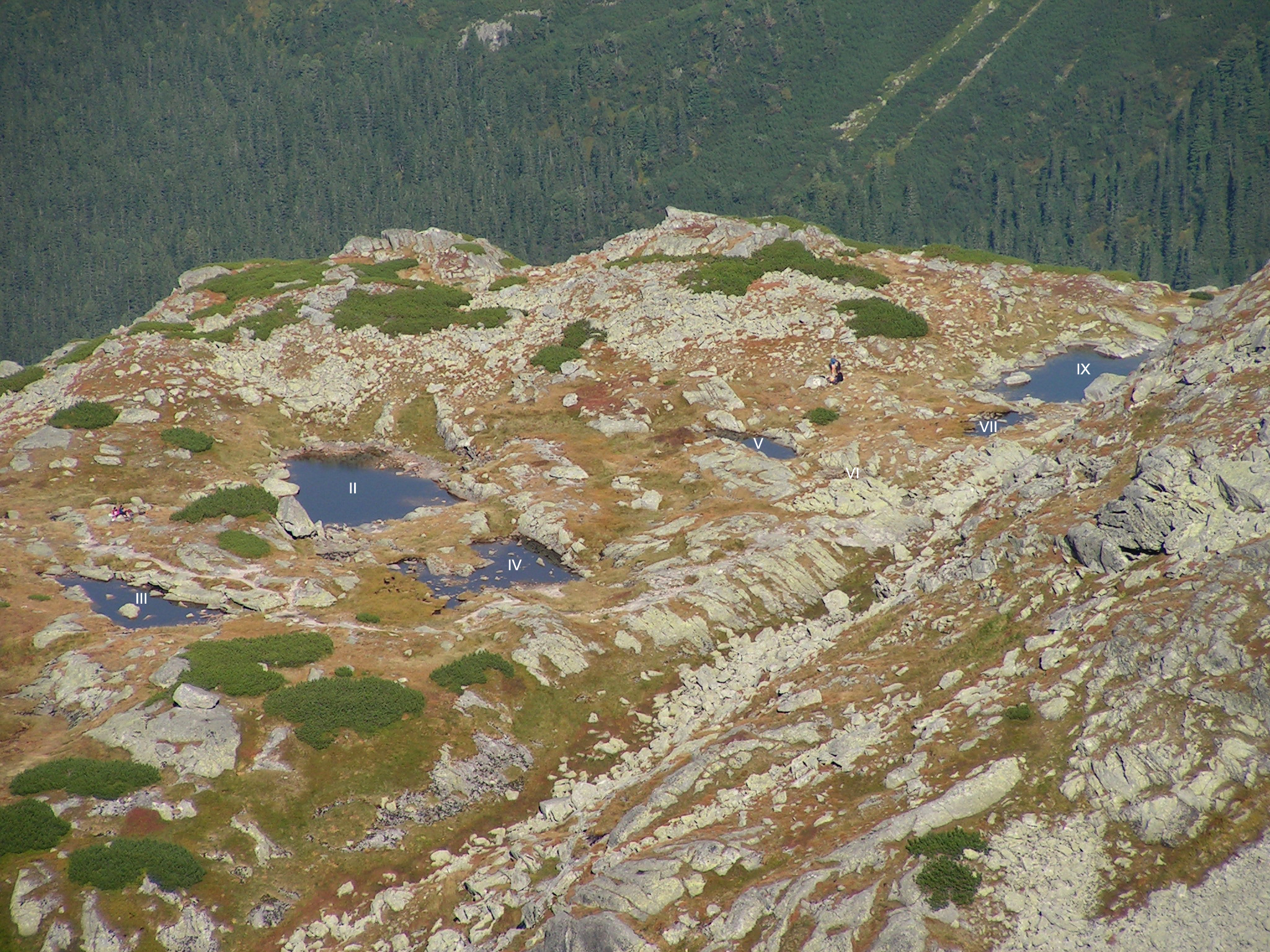
Widok na Wyżnie Mnichowe Stawki z Wrót Chałubińskiego. Widoczne Stawki II, III, IV, V, VI (wyschnięty), VII i IX – ten ostatni częściowo zasłonięty

Wyżnie Mnichowe Stawki – grupa dziewięciu małych jezior polodowcowych w Tatrach Wysokich, na Wyżniej Mnichowej Płaśni – tarasie Doliny za Mnichem, rozpościerającym się pod północną ścianą Mnicha. Poszczególne stawki nie mają osobnych określeń przymiotnikowych, lecz oznaczane są cyframi rzymskimi. Są to (w nawiasach kolejno wysokość n.p.m., powierzchnia, długość i szerokość, głębokość oraz objętość):
- Wyżni Mnichowy Stawek I (1833,4 m, 0,02 ha, 35,5 × 13,0 m, 0,6 m, 77 m³) – wysunięty najbardziej na północ, położony najniżej, jedyny zbiornik wodny na dolnym poziomie Wyżniej Mnichowej Płaśni,
- Wyżni Mnichowy Stawek II (1865,4 m, 0,05 ha, 37,5 × 17,5 m, 0,7 m, 150 m³) – położony ponad 100 metrów na południe od Stawku I, drugi co do wielkości,
- Wyżni Mnichowy Stawek III (1865,0 m, 0,02 ha, 22,0 × 9,0 m, 0,3 m) – położony kilkanaście metrów na zachód od Stawku II,
- Wyżni Mnichowy Stawek IV (1865,4 m, 0,02 ha, 23,0 × 13,7 m, 0,1 m) – położony kilka metrów na południowy zachód od Stawku II,
- Wyżni Mnichowy Stawek V (1869,6 m, 0,004 ha, 13,0 × 5,0 m, 0,3 m) – położony ponad 20 metrów na wschód od Stawku IV,
- Wyżni Mnichowy Stawek VI (1869,9 m, 0,004 ha, 12,5 × 3,8 m, 0,1 m) – położony kilka metrów na południowy zachód od Stawku V, Józef Szaflarski uznawał Stawki V i VI za jeden zbiornik,
- Wyżni Mnichowy Stawek VII (1871,2 m, 0,006 ha, 10,5 × 7,5 m, 0,1 m) – położony kilka metrów na wschód od Stawku VI i kilka metrów na zachód od Stawku IX,
- Wyżni Mnichowy Stawek VIII (1867,9 m, 0,006 ha, 10,2 × 9,0 m, 0,2 m) – położony kilkadziesiąt metrów na północny wschód od Stawku II i kilkadziesiąt metrów na północ od Stawku IX,
- Wyżni Mnichowy Stawek IX (1869,9 m, 0,06 ha, 44,5 × 21,0 m, 2,3 m, 460 m³) – największy i najgłębszy ze stawków, wysunięty najbardziej na południowy wschód[2].

Wyżnie Mnichowe Stawki zajmują zagłębienia rynien międzymutonowych wyżłobionych w plejstocenie przez lodowiec. Oprócz Stawku IX wszystkie mają charakter okresowy. Całkowicie wysychają jednak, pomimo płytkości, jedynie wyjątkowo – ich dna wyrzeźbione są w litej skale, co sprzyja długiemu zatrzymywaniu wody (w przeciwieństwie do łatwo przepuszczalnych utworów morenowych). Rzeźba Wyżniej Mnichowej Płaśni (garby i wzniesienia mutonowe, pomiędzy którymi znajdują się wypełnione wodą zagłębienia) porównywana jest geomorfologów do fieldów skandynawskich.
Ze Stawku IX wypływa na północny wschód okresowy potoczek. Ponadto krótki strumyk łączy stawki IV, II i I, a inny (zaledwie kilkumetrowej długości) – stawki VI i V. Leżący najniżej stawek I jest bezodpływowy.
Do Wyżnich Mnichowych Stawków nie prowadzi żaden znakowany szlak turystyczny. Obok jeziorek przebiega jednak licznie uczęszczana przez taterników nieznakowana ścieżka, którą podchodzą oni pod ściany Mnicha. Z daleka, stawki widoczne są także ze szlaków: na Wrota Chałubińskiego oraz na Szpiglasową Przełęcz.
Nad brzegami Mnichowych Stawków rośnie rzadka w polskich Karpatach roślina – turzyca Lachenala.